# Iridia Salazar
Iridia Salazar (14 de junho de 1982) é uma taekwondista mexicana.
Iridia Salazar competiu nos Jogos Olímpicos de 2004, na qual conquistou a medalha de bronze, em 2004.